# What Love Is
A What Love Is (magyarul: Ami a szerelem) Uku Suviste észt énekes dala, mellyel Észtországot képviselte volna a 2020-as Eurovíziós Dalfesztiválon. A dal a 2020. március 1-én rendezett tizenkét fős észt nemzeti döntőben nyerte el az indulás jogát, ahol a zsűri és a nézői szavazatok együttese alakította ki az eredményt.

## Eurovíziós Dalfesztivál
2019. november 19-én jelentette be az Eesti Rahvusringhääling, hogy Uku Suviste alábbi dala is bekerült az Eesti Laul 2020 mezőnyébe. A dalt és a hozzákészült videóklipet november 30-án mutatták be az előadó hivatalos YouTube-csatornáján. A műsor második elődöntőjéből a második helyen jutott tovább a március 1-én rendezett döntőbe, amit a nézői szavazatok 68,2%-ával megnyert. A produkcióban öt háttérénekes vett részt: Kaire Vilgats, Dagmar Oja, Kaarel Orumägi, Raimondo Laikre és Scott Murro.
A dalt az Eurovíziós Dalfesztiválon az előzetes sorsolás alapján először a május 14-én megrendezett második elődöntő második felében adták volna elő, azonban március 18-án az Európai Műsorsugárzók Uniója bejelentette, hogy 2020-ban nem tudják megrendezni a versenyt a COVID–19-koronavírus-világjárvány miatt.